# Победа (Сафоновский район)
Победа  — деревня в Смоленской области России, в Сафоновском районе. Население – 0 жителей (2007 год) . Расположена в центральной части области в 21 км к северо-востоку от города Сафонова, в 18 км севернее автодороги М1 «Беларусь». В 22 км севернее от деревни железнодорожная станция Дурово	 на линии Москва — Минск. Входит в состав Казулинского сельского поселения.

## История
В годы Великой Отечественной войны деревня была оккупирована гитлеровскими войсками в сентябре 1941 года, освобождена в 1943 году.